# Atemajac de Brizuela
Atemajac de Brizuela är en ort i Mexiko.   Den ligger i kommunen Atemajac de Brizuela och delstaten Jalisco, i den centrala delen av landet, 500 km väster om huvudstaden Mexico City. Atemajac de Brizuela ligger 2 354 meter över havet och antalet invånare är 6 236.
Terrängen runt Atemajac de Brizuela är huvudsakligen kuperad, men västerut är den bergig. Runt Atemajac de Brizuela är det ganska glesbefolkat, med 27 invånare per kvadratkilometer. Närmaste större samhälle är Zacoalco de Torres, 19,2 km nordost om Atemajac de Brizuela. I omgivningarna runt Atemajac de Brizuela växer i huvudsak blandskog.